# Saint-Point-Lac
Saint-Point-Lac is een gemeente in het Franse departement Doubs (regio Bourgogne-Franche-Comté) en telt 254 inwoners (2005). De plaats maakt deel uit van het arrondissement Pontarlier.

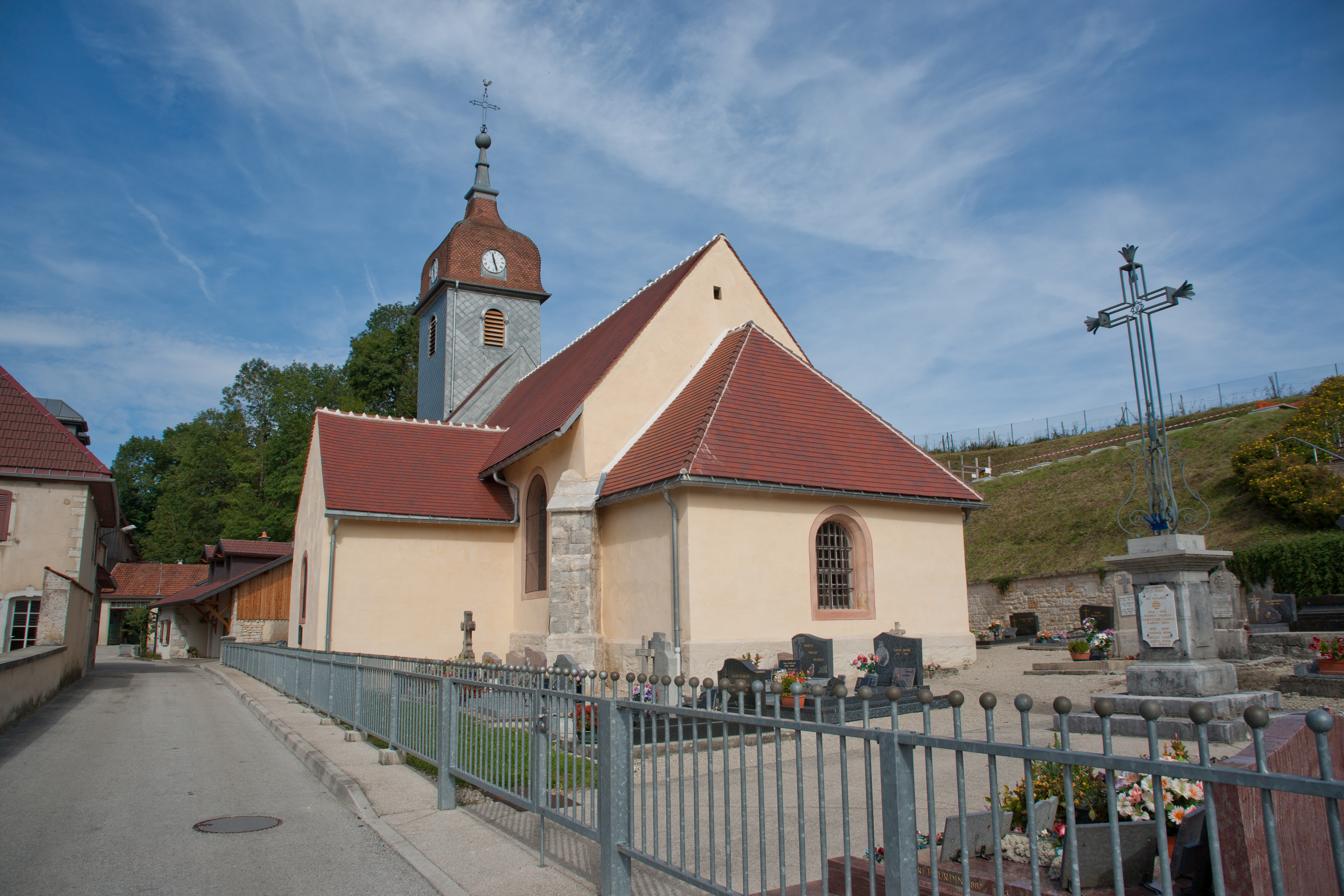
Kerk van Saint-Point-Lac
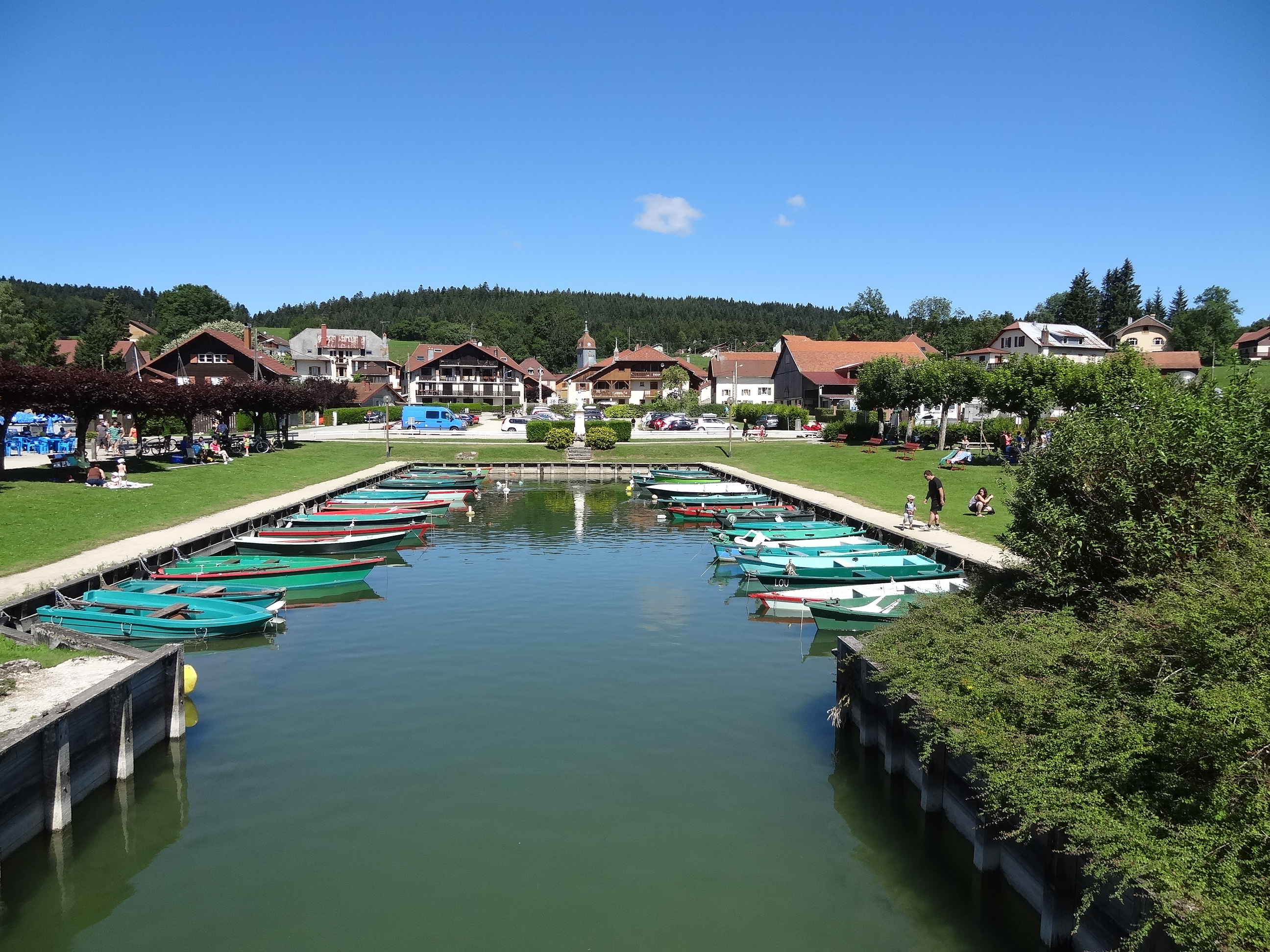
Haven van Saint-Point-Lac
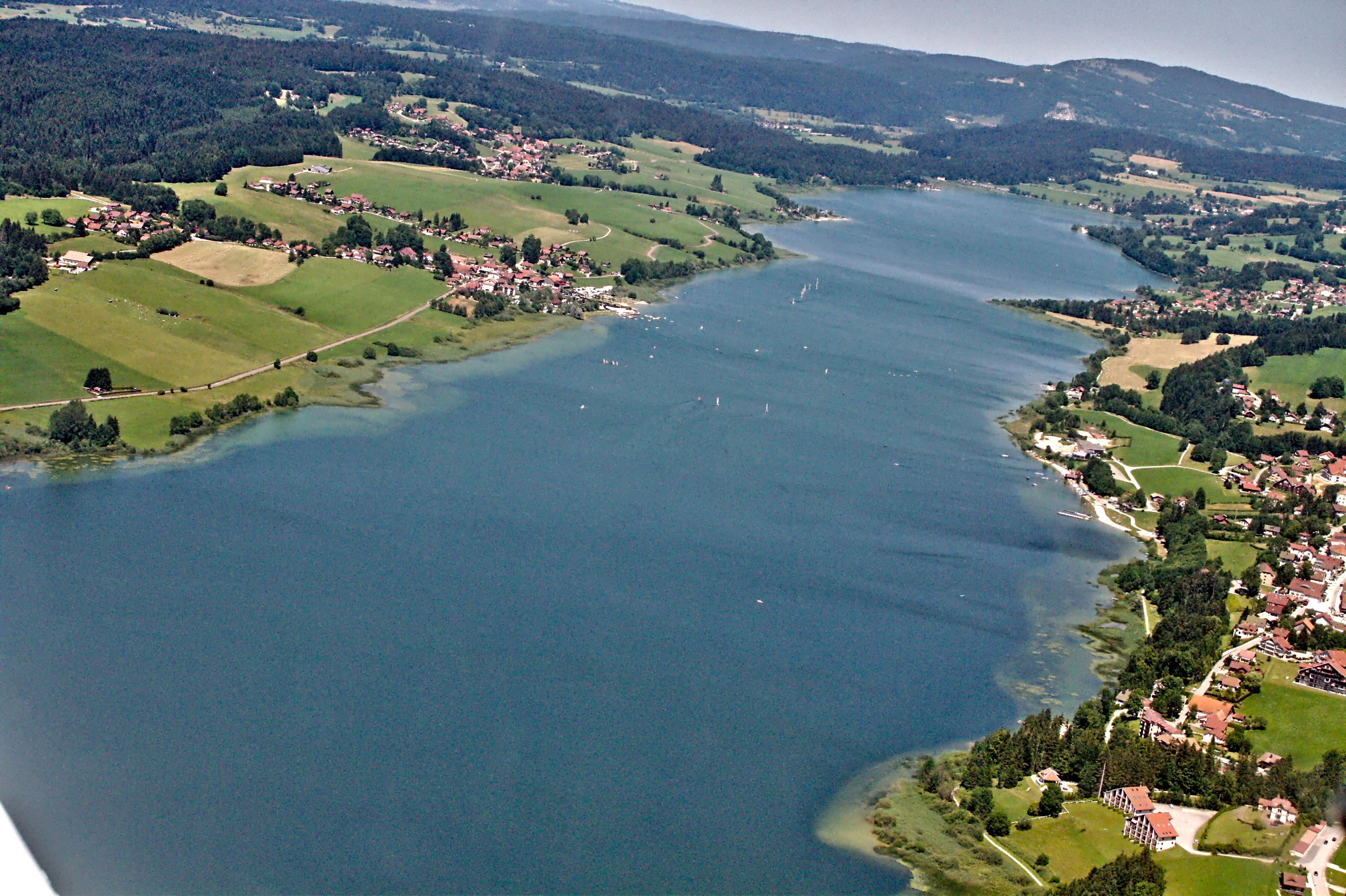
Meer bij Saint-Point-Lac

## Geografie
De oppervlakte van Saint-Point-Lac bedraagt 4,5 km², de bevolkingsdichtheid is 56,4 inwoners per km².
De onderstaande kaart toont de ligging van Saint-Point-Lac met de belangrijkste infrastructuur en aangrenzende gemeenten.

## Demografie
Onderstaande figuur toont het verloop van het inwonertal (bron: INSEE-tellingen).